# Lanz

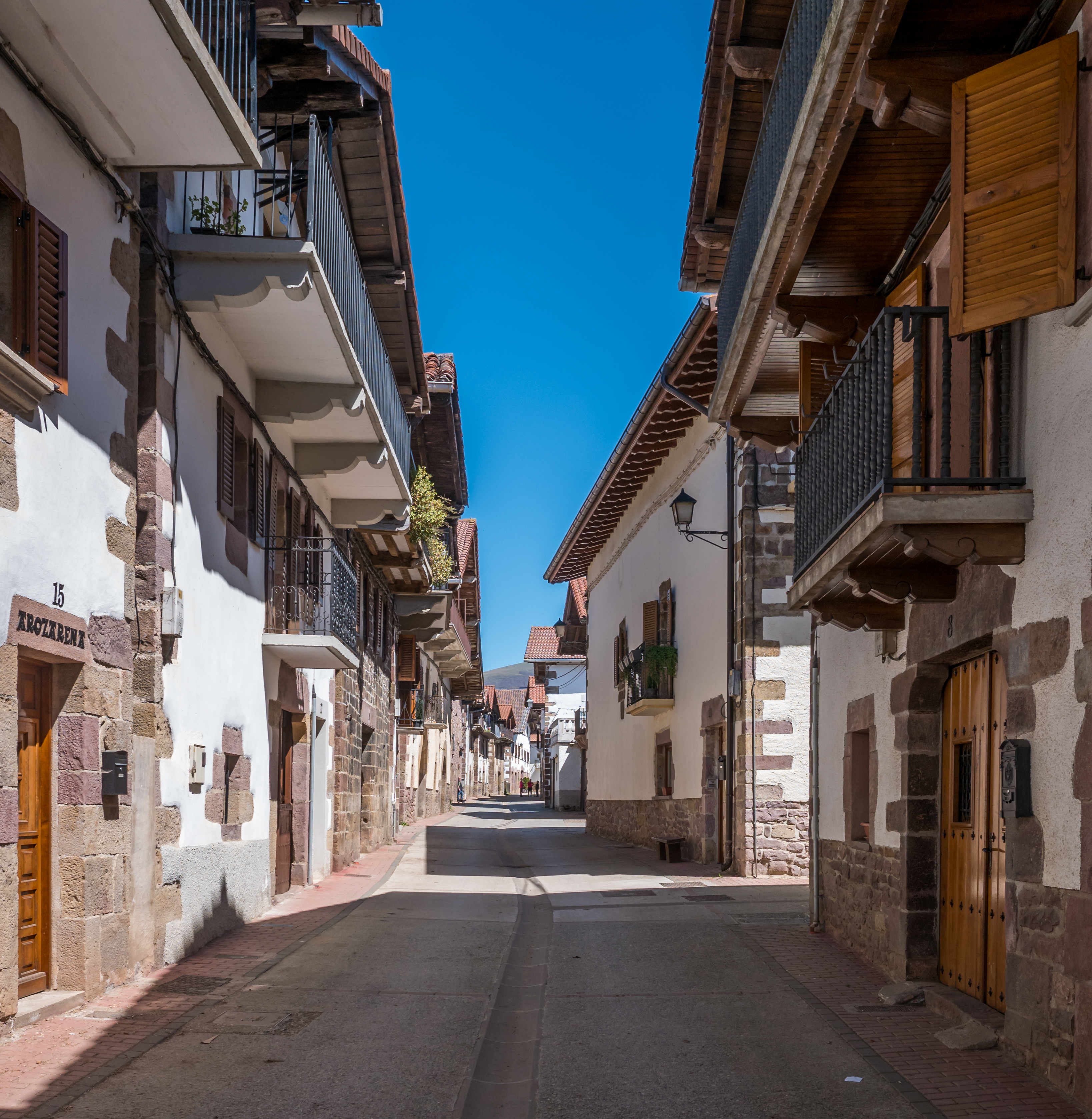
Calle de la Santa Cruz

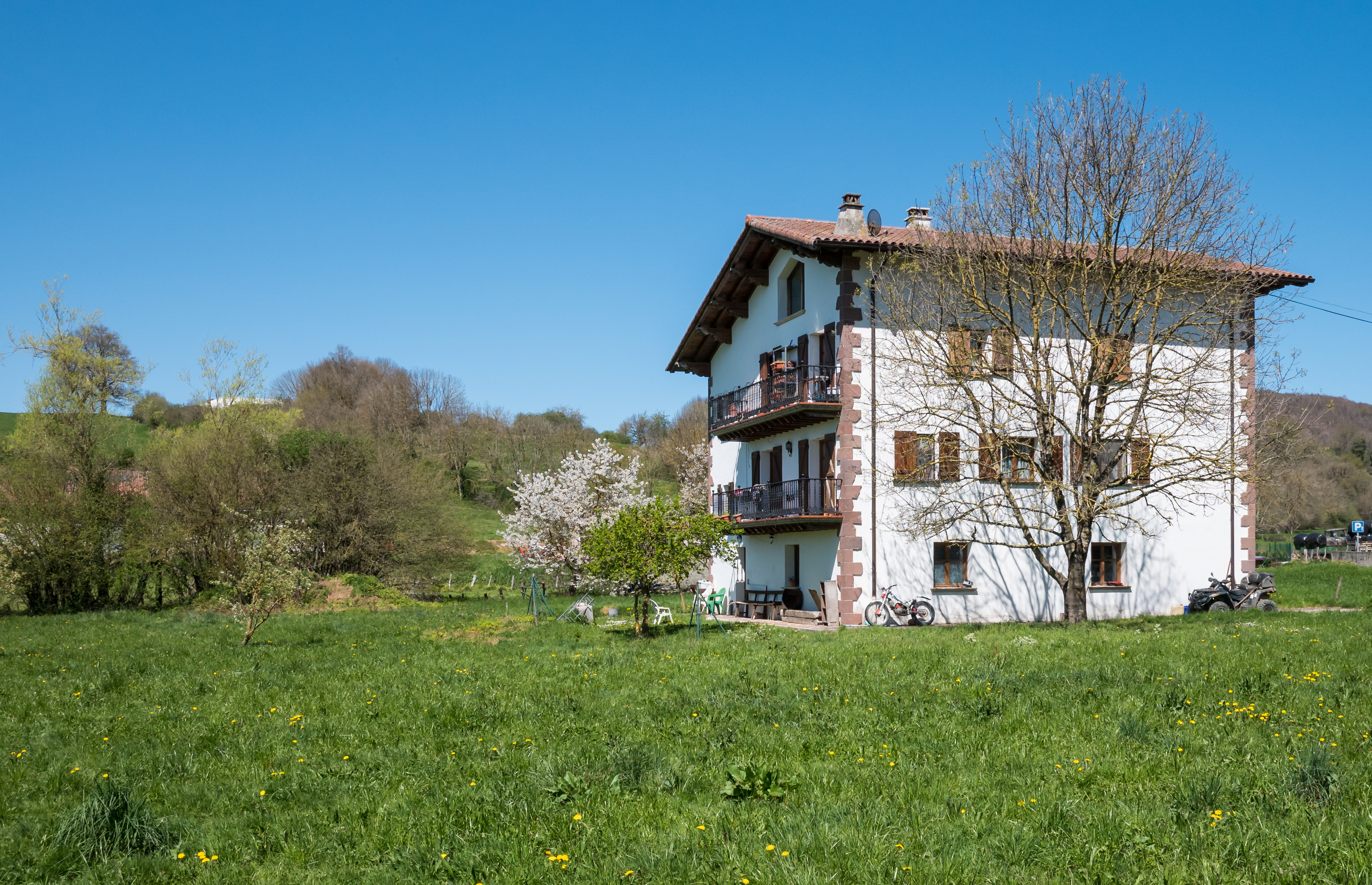
Caserío

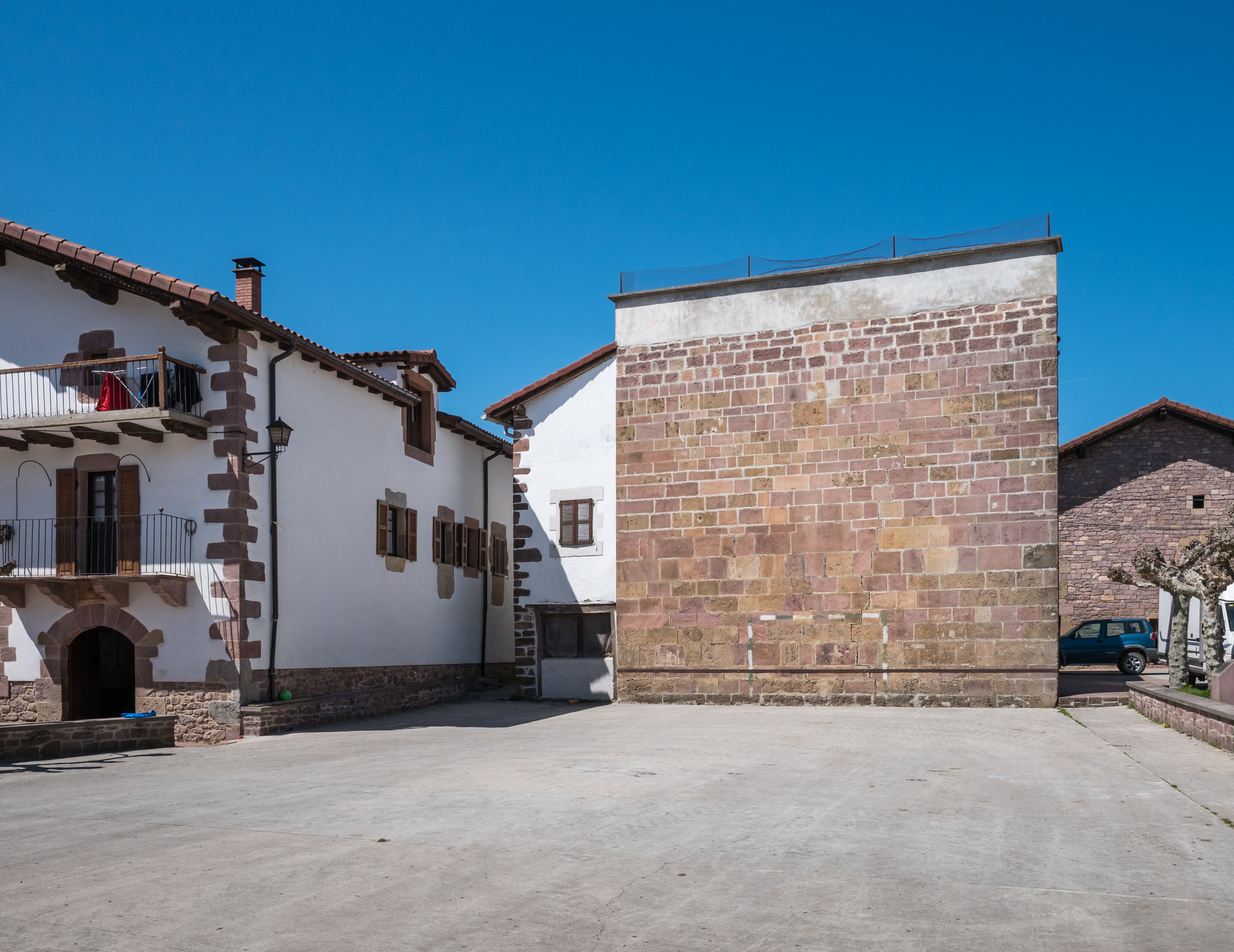
Frontón

Lanz (oficialmente en euskera: Lantz) es una villa y un municipio español de la Comunidad Foral de Navarra, situado en la merindad de Pamplona, en la comarca de Ultzamaldea y a 25 km de la capital de la comunidad, Pamplona. Su población en 2024 fue de 151 habitantes (INE).

## Símbolos

### Escudo
El escudo de armas de la villa de Lanz tiene el siguiente blasón:

Trae de plata y un águila de sable posada. La punta de azur con un creciente de plata entre dos flores de lis de oro. Por timbre un yelmo empenachado.

El sello más antiguo que se conoce de esta villa se encuentra en la «Carta de Unión y Amistad» que, a la muerte de Carlos I el Calvo, hicieron los ricoshombres, caballeros, infanzones y hombres buenos de las buenas villas reunidos en Puente la Reina el 13 de marzo de 1328, comprometiéndose a guardar el Reino de Navarra para quien debiera reinar. En ese sello aparecen dos torres y entre ellas, en jefe, un águila explayada.

## Geografía
Integrado en la comarca de Ultzamaldea, se sitúa a 24 kilómetros de Pamplona. El término municipal está atravesado por la carretera N-121-A (Pamplona-Irún). 
El relieve del municipio es predominantemente montañoso. La altitud oscila entre los 1161 metros al norte y los 590 metros al sur. El pueblo se alza a 629 metros sobre el nivel del mar. 
| Noroeste: Ulzama | Norte: Baztán | Nordeste: Anué |
| Oeste: Ulzama    |               | Este: Anué     |
| Suroeste: Anué   | Sur: Anué     | Sureste: Anué  |

## Demografía
Lanz cuenta con una población de 151 habitantes (INE 2024).
| Gráfica de evolución demográfica de Lanz entre 1842 y 2021 |
| |
| Población de derecho según los censos de población del INE Población de hecho según los censos de población del INEEn estos censos se denominaba Lanz: 1842, 1857, 1860, 1877, 1887, 1897, 1900, 1910, 1920, 1930, 1940, 1950, 1960, 1970, 1981 y 1991 |

Lanz siempre ha sido una pequeña localidad de los Valles Meridionales que nunca ha superado los 360 habitantes. Desde los años 30 venía sufriendo un continuo éxodo demográfico debido a su situación montañosa, y su falta de trabajo fuera del sector ganadero. Pero desde los años 90 grupos de jóvenes de la propia localidad han decidido quedarse a vivir en el pueblo por su cercanía con Pamplona (apenas media hora) y por su envidiable entorno natural.
Por ello desde los años 90 se ha visto un aumento progresivo de habitantes en el censo, y además de población joven, lo que ha hecho no solo bajar el envejecimiento de la población de la localidad, si no tener el récord de ser el pueblo español con mayor porcentaje de población infantil. En Lanz el 13,2 % de la población son niños, siendo la media nacional de 4,7 %.

## Administración y política
Lanz conforma un municipio el cual está gobernado por un ayuntamiento de gestión democrática desde 1979, formado por 5 miembros elegidos en las elecciones municipales según está dispuesto en la Ley Orgánica del Régimen Electoral General. La sede del consistorio está situada en la calle Santa Cruz, n.º 1 de la localidad de Lanz.
| Mandato   | Nombre del alcalde           | Partido político |
| --------- | ---------------------------- | ---------------- |
| 1979-1983 |                              |                  |
| 1983-1987 |                              |                  |
| 1987-1991 | Jesús María Echaide Oyaregui | Independientes   |
| 1991-1995 | M.J.I. Urriza Iriarte        | Independientes   |
| 1995-1999 | Domingo Sarasibar Iraizoz    | AIL              |
| 1999-2003 | Domingo Sarasibar Iraizoz    | AIL              |
| 2003-2007 | Domingo Sarasibar Iraizoz    | AIL              |
| 2007-2011 | David Mariñelarena Saralegui | AML              |
| 2011-2015 | Marilen Ana sanz             | AML              |
| 2015-2019 | Isabel Baleztena Larraza     | Independientes   |

## Cultura
Carnaval de Lanz

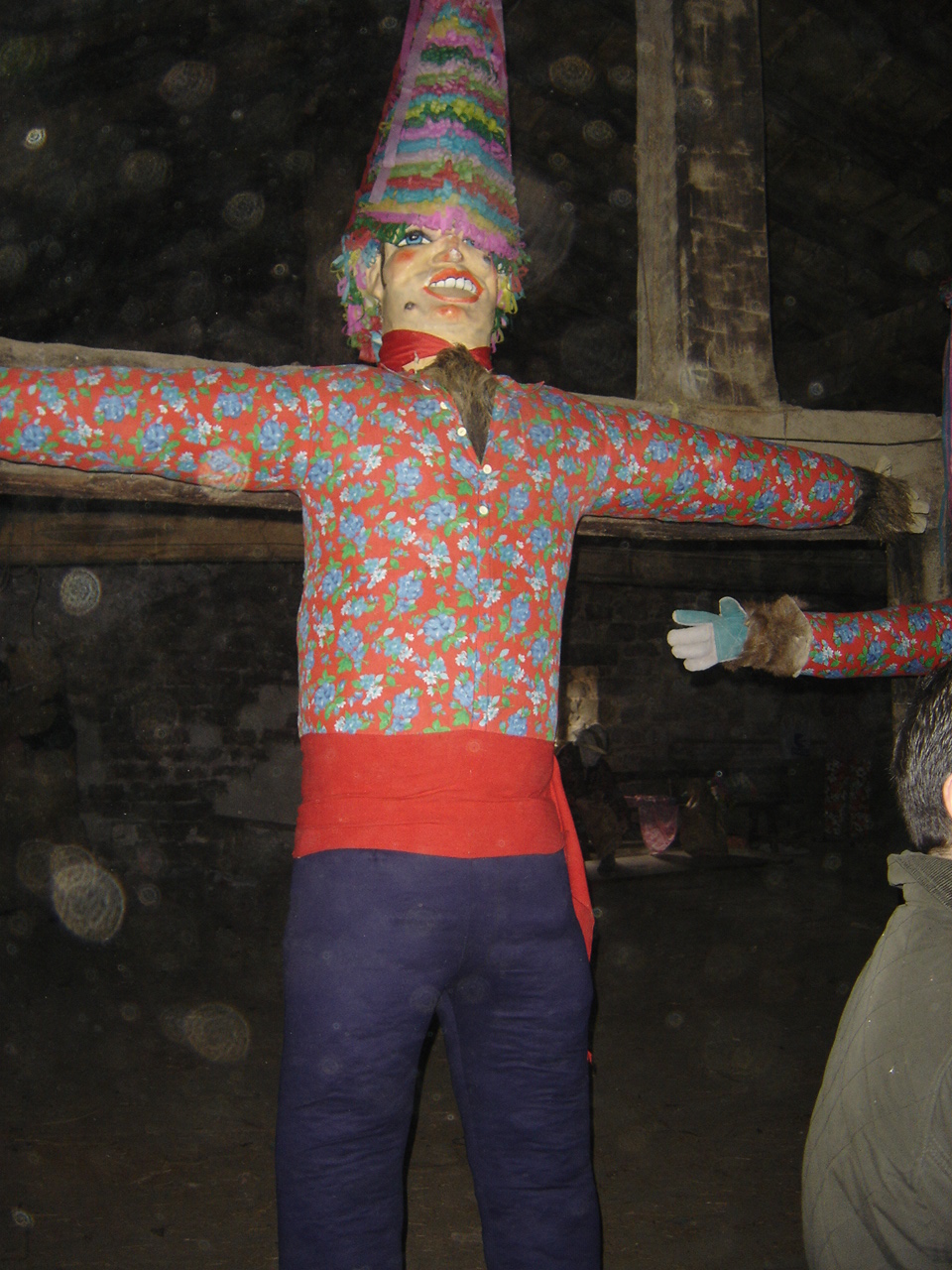
Mielotxin

Es la celebración más importante que tiene lugar en esta localidad, la cual tiene lugar los días 2.º y 3.º de carnaval a las 12 del mediodía y consiste en un cortejo amenizado por chistularis donde se representa la captura de Mielotxin. 
Mielotxin es un malvado bandido que representa a los malos espíritus. El lunes es capturado y paseado por el pueblo a ritmo de chistu y tamboril mientras que el martes de carnaval tras un nuevo paseo matutino y vespertino, es ejecutado y quemado en la hoguera, mientras los vecinos del pueblo bailan el zorcico alrededor de la misma. 
Otros personajes que intervienen son Ziripot, vestido de sacos rellenos de hierba o helecho, este personaje gordinflón recorre las calles de Lanz mientras el Zaldiko (alegre y saltarín, medio hombre medio caballo). Además están los Arotzak, que son los herreros, con martillos y tenazas, quienes ponen las herraduras a los Zaldiko y los Txatxo que representan a la población de Lanz, enfundados en pieles de animales y ropas viejas y coloridas, portando escobas de paja y con la cara tapada, chillan, hostigan y arremeten a todos los presentes de la singular representación.
Es tal el arraigo de esta fiesta que durante el franquismo, a pesar de la suspensión que pesaba sobre los carnavales, se siguió celebrando incluso manteniendo el apelativo de carnaval.